# Mahasz
Mahasz je asociace maďarského hudebního průmyslu, která byla založena v roce 1992. Každoročně uděluje ceny Hungarian Music Awards a vytváří hudební žebříček pro Maďarsko. Mahasz je zkratka vytvořená ze slov Magyar Hanglemezkiadók Szövetsége (Asociace maďarských nahrávacích společností).

## Certifikační úrovně

### Hudební CD

#### Maďarská hudba
| Certifikace | do 12.6.1992 | od 3.12.1997 | do 23.4.2002 | od 23.2.2005 | do 13.9.2006 | od 1.10.2009 | od 1.10.2009 |
| ----------- | ------------ | ------------ | ------------ | ------------ | ------------ | ------------ | ------------ |
| Zlato       | 100 000      | 50 000       | 25 000       | 15 000       | 10 000       | 7 500        | 5 000        |
| Platina     | 200 000      | 100 000      | 50 000       | 30 000       | 20 000       | 15 000       | 10 000       |
| Diamant     | 400 000      | 200 000      | —            | —            | —            | —            | —            |

#### Mezinárodní hudba
| Certifikace | od 13.12.2006 |
| ----------- | ------------- |
| Zlato       | 3 000         |
| Platina     | 6 000         |

- Poznámka: v minulosti došlo ke změnám v prahových hodnotách pro mezinárodní repertoár. Například dokument z roku 2005 má úroveň 10 000 pro zlatou desku a 20 000 pro platinovou desku.[3] Ovšem, přesné informace nejsou k dispozici.

### Singly
| Certifikace | Počet kopií |
| ----------- | ----------- |
| Zlato       | 1 500       |
| Platina     | 3 000       |

- Poznámka: v minulosti došlo ke změnám v prahových hodnotách pro mezinárodní repertoár. Například dokument z roku 2005 má úroveň 5 000 pro zlatou desku a 10 000 pro platinovou desku.[3] Ovšem, přesné informace nejsou k dispozici.

### Hudební DVD
| Certifikace | Jazz/klasická hudba | Pop   |
| ----------- | ------------------- | ----- |
| Zlato       | 1 000               | 2 000 |
| Platina     | 2 000               | 4 000 |